# Catedral de Santo Tomás (Pala)
La Catedral de Santo Tomás o simplemente Catedral de Pala es el nombre que recibe un edificio religioso que pertenece a la Iglesia Católica, sigue el rito Siro-Malabar y se encuentra ubicado en la localidad de Pala en el estado de Kerala al sur del país asiático de la India. Sirve como la iglesia madre de la Diócesis o Eparquía Siro-Malabar de Palai (Eparchia Palaiensis) que fue creada en 1950 mediante la bula "Quo Ecclesiarum" del papa Pío XII.
Según la tradición la iglesia fue construida en el 3 de julio de 1002 por cuatro familias cristianas sirias. Estas cuatro familias cristianas de Palai fueron Tharayil (tharayil mappila) Koottumkal (hermano de Tharayil Mappila) Erakonni y Vayalakombil. Ellos trabajan principalmente en la agricultura y el comercio.
La vieja iglesia fue reconstruida tres veces hasta la actual de 1702, por Srampickal Ittan Mappilai, un agricultor y comerciante que la construyó a sus expensas.